# EC Ypiranga
EC Ypiranga is een Braziliaanse voetbalclub uit de stad Salvador in de staat Bahia.

## Geschiedenis
De club werd in 1906 opgericht en nam in 1914 voor het eerst deel aan het Campeonato Baiano. In 1917 werden ze voor het eerst kampioen, zonder een wedstrijd te verliezen. Hierna won de club nog negen titels waarvan de laatste al van 1951 dateert. Hoewel het een traditioneel team is heeft het nooit aan een competitie van de Campeonato Brasileiro meegedaan. Met enkele onderbrekingen was de club tot 1999 actief in de hoogste klasse. Na het seizoen 2000 trok de club zich zelfs terug uit het amateurvoetbal. Ze keerden terug naar de tweede klasse in 2006 en opnieuw van 2010 tot 2016, sindsdien spelen ze weer enkel amateurvoetbal.

## Erelijst
Campeonato Baiano
1917, 1918, 1920, 1921, 1925, 1928, 1929, 1932, 1939, 1951